# Sonia Bermúdez Robles
Sonia Marina Bermúdez Robles (c. 1955) es una tanatóloga forense colombiana. Sonia es fundadora de la organización «Gente como Uno» en Riohacha, dedicada a ofrecele sepultura a fallecidos que no pudieron acceder a servicios funerarios oficiales por condiciones económicas precarias, incluyendo a migrantes venezolanos. Ha sepultado a más de 600 personas. Por su labor, ha sido reconocida por el Alto Comisionado de las Naciones Unidas para los Refugiados (ACNUR) y la Organización de Naciones Unidas (ONU).

## Biografía
Bermúdez comenzó a ocuparse de cadáveres a los catorce años cuando acompañaba a su padre, quien era el celador del cementerio central de Riohacha, capital del departamento de La Guajira. Posteriormente aprendió a realizar necropsias, luego estudiando y entrando a trabajar en el Instituto de Medicina Legal de La Guajira. Bermúdez trabajó como tanatóloga forense del Instituto por 36 años desde 1978, donde actualmente es pensionada, y ha realizado más de 5 000 necropsias.
En Bogotá realizó un curso de tanatopraxia, el conjunto de prácticas y técnicas para presentar cadáveres. Sonia empezó a hacer autopsias en los años 80, cuando en la morgue de Riohacha llegaban cadáveres que nadie reclamaba y víctimas desfiguradas del conflicto interno de Colombia que eran irreconocibles. Por lo general, las autoridades disponían de los cuerpos en una fosa común, donde se los enterraba desnudos y sin ataúdes; para entonces Bermúdez tomó la decisión de excavar tumbas para muertos de su ciudad no reclamados en un terreno vacío que pertenecía al municipio.
En 1995 la alcaldía le cedió un terreno valdío y en 1996 Sonia fundó la organización «Gente como Uno», iniciando un cementerio en el kilómetro 10 de la vía Riohacha-Valledupar, en la vía al Sur de La Guajira, donde sepulta a personas que no pudieron acceder a servicios funerarios oficiales por sus precarias condiciones económicas, especialmente migrantes venezolanos de la zona norte del país y además de los muertos desconocidos que fallecen lejos de sus familias, los «NN». Al principio ella enterraba a los muertos en el suelo y después los exhumaba, pero desde 2007 empezó a construir bóvedas de cemento, donde además de recoger y transportar los cuerpos en su camioneta los prepara, los sepulta y hasta los llora en compañía de los seres queridos. Sonia ha recibido a más de 600 fallecidos desde que inició con el proyecto, en al menos 30 años.
Por su labor ha recibido reconocimientos públicos por parte del Alto Comisionado de las Naciones Unidas para los Refugiados (ACNUR), organización que le ha donado cemento y ladrillos para que pueda continuar agregando bóvedas a su cementerio. Según Federico Sersale, jefe de ACNUR para La Guajira, la agencia normalmente no vela por los derechos de los difuntos, pero vieron la necesidad de hacerlo al conocer la historia de Sonia porque ninguna otra organización estaba abordando la situación.
En 2020 fue reconocida por la Organización de Naciones Unidas (ONU), que escogió a 75 personas alrededor del mundo para destacar a aquella que «construyen sociedad a través de su legado social» para la conmemoración de los 75 años de la organización. La historia de Sonia fue una de las doce priorizadas por Humanity House, en Países Bajos, para conformar una exposición fotográfica.